# 橄欖枝

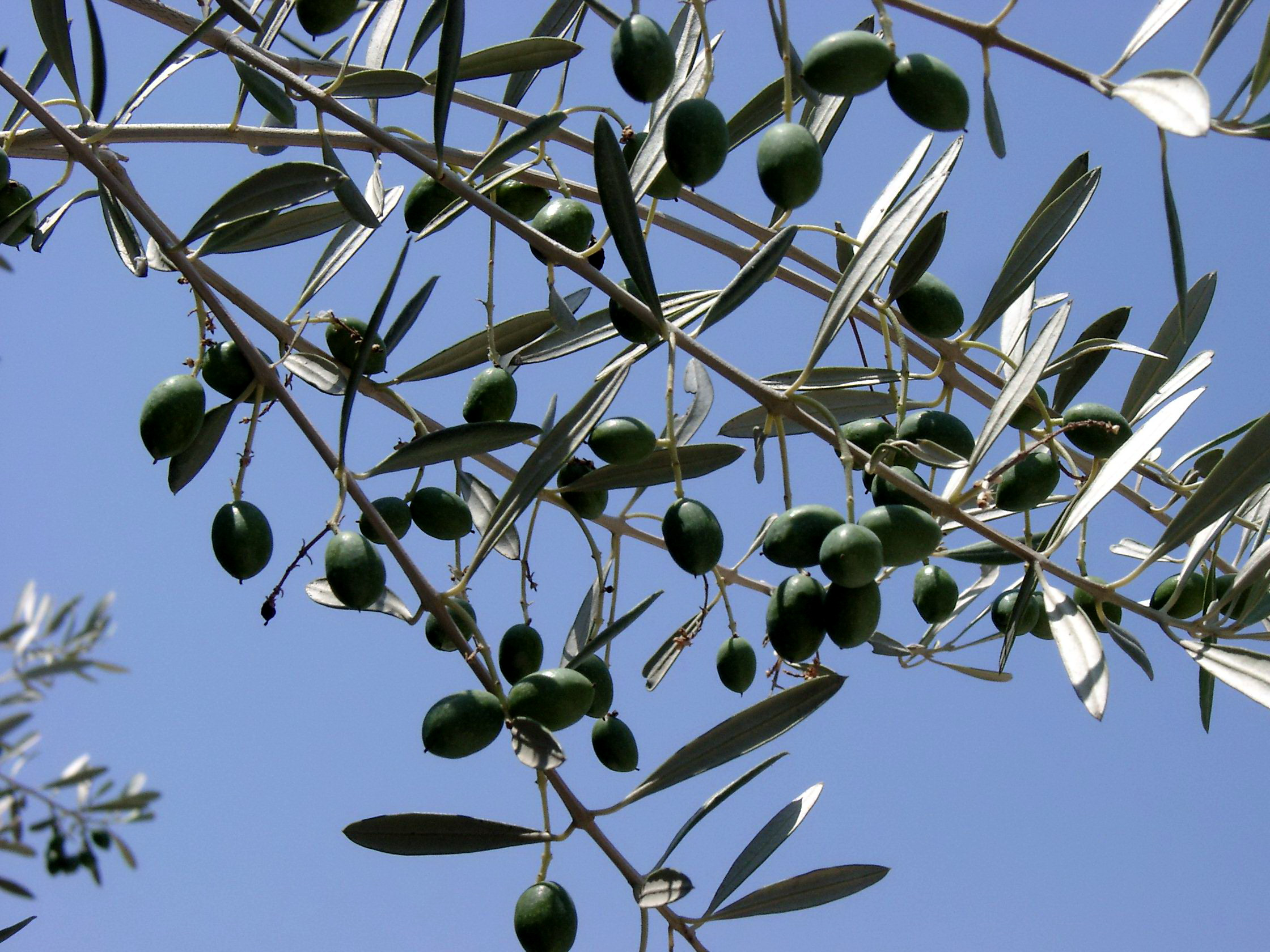
橄欖枝

橄欖枝（英語：Olive branch）歷史上為新娘及處女所戴，象徵和平及勝利。源自古希臘，於西方文化尤為特出，亦多見於地中海沿岸之文化及宗教。

## 古希腊和古罗马時期

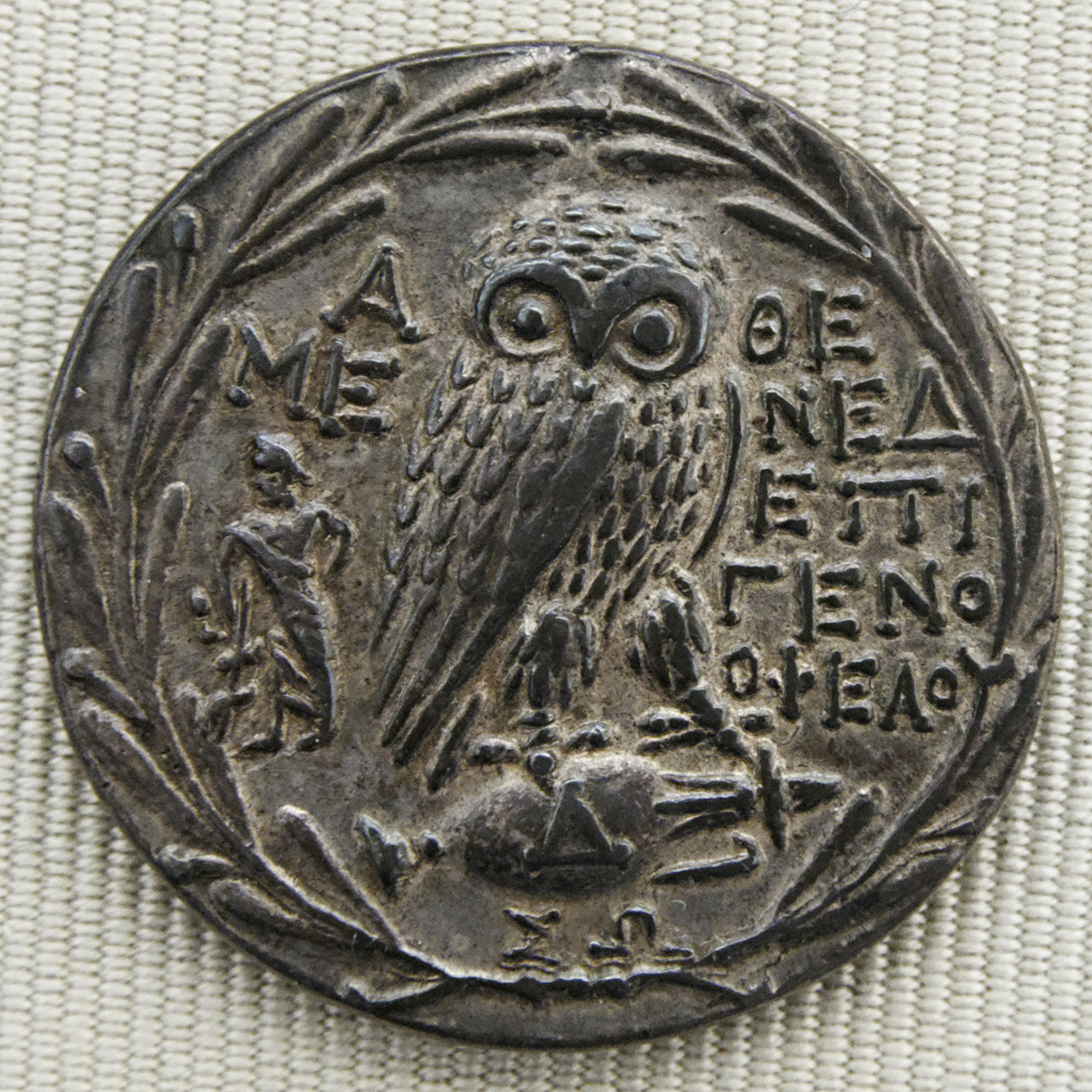
貓頭鷹立於雙耳瓶上，有橄欖花環圍繞。希臘雅典銀幣，公元前二零零至一五零年

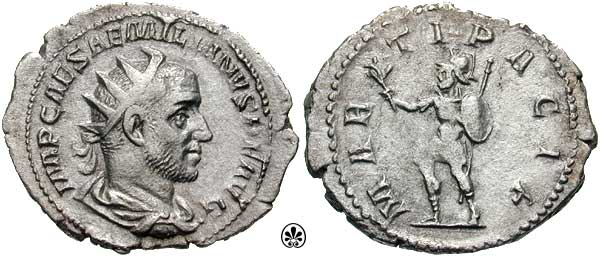
羅馬帝埃米利亞努斯所鑄之幣，背面見安慰者瑪爾斯手持橄欖枝。

於希臘神話中, 雅典娜與波塞冬爭奪雅典城。波塞冬以三叉戟插在雅典衛城上以示主權，使一井噴出海水。雅典娜則於井旁種首棵橄欖樹回應。眾神法殿裁定後者更有權得此地，因其予以之禮物更佳。橄欖枝為當時新娘所戴，亦作為禮物賜予當時奧運會的觀眾。
橄欖枝曾是厄瑞涅於古羅馬錢幣上的一個特徵(attribute)例如公元七十到七一年的一個維斯帕先四德拉克馬銀幣，就展示企立的厄瑞涅，右手握著倒轉的橄欖枝。
羅馬詩人維吉爾(公元前七零至一零年) 以「豐滿的橄欖」喻帕斯女神 (羅馬文化中的厄瑞涅)，並以於詩作《埃涅阿斯紀》中以橄欖作喻和平的像徵 
高艉之上，立埃涅阿斯
雙手所持，一撮橄欖枝
道：如爾所見，弗里吉亚之大軍
於特洛依遭逐，在意大利被挑
為拉丁仇敵所困，陷於不義之戰
始以結盟，終以背叛
今以此信物告天下：特洛依人及其首領
願結和平，求王饒恕
對羅馬人而言，戰爭與和平，兩者關係密切。瑪爾斯有戰神之名，卻同時有「安慰者」之稱，乃和平使者。後期羅馬帝國的錢幣上，就顯示其手執橄欖枝的模樣。羅馬史學家阿皮安，於記述努曼廷戰爭時，提到羅馬將軍小西庇阿使用橄欖枝作為和平的象徵。迦太基的哈斯德魯巴·博埃薩爾克亦如是記載。雖然於古希臘時代，橄欖枝就與和平有所聯繫，此象徵在羅馬治世時更為強烈，因使節多以橄欖枝喻和平。

## 初代基督教時期
早期基督教藝術品中，已有橄欖枝與白鴿之出現。白鴿源自福音書中聖靈的借喻，橄欖枝則為古老符號之傳承。根據溫克爾曼記載，初代基督徒之墓室，常有口啣橄欖枝之白鴿，以明其和平無爭之志。例如位於羅馬的佩西位墓窟(公元二至五世紀), 其上展示三個男人，及一啣欖枝白鴿於天空盤旋(一般認為三人組是但以理書中的沙得拉，米煞，亞伯尼歌)。於另一羅馬墓窟中，有一浮雕展示飛翔白鴿口啣欖枝，飛向以希臘文標注為「和平」(ΕΙΡΗΝΗ)的人像。
特土良(公元一六零至二二零年)就白鴿的形像，以希伯萊聖經及浸信會之神靈說的作比較。前者「於方舟而出，並啣欖枝而回，向世界宣告聖怒之消退。」後者則「從天堂而來，予人神賜平安。」聖耶柔米於公元四世紀，將挪亞的事跡譯成拉丁文。其中「橄欖葉」(希伯萊文alay zayit)，於其翻譯的創世紀中，成了「橄欖枝」(拉丁文ramum olivae)。於公元五世紀，白鴿與欖枝已成為象徵和平的基督教符號。聖奥古斯丁於其著作論基督教教義，寫道「白鴿帶回方舟之橄欖枝(oleae ramusculo)，代表永恆之和平。」但猶太傳統中，橄欖枝並未出現於洪水之故事，故其亦無與和平之聯繫。

## 現代用途

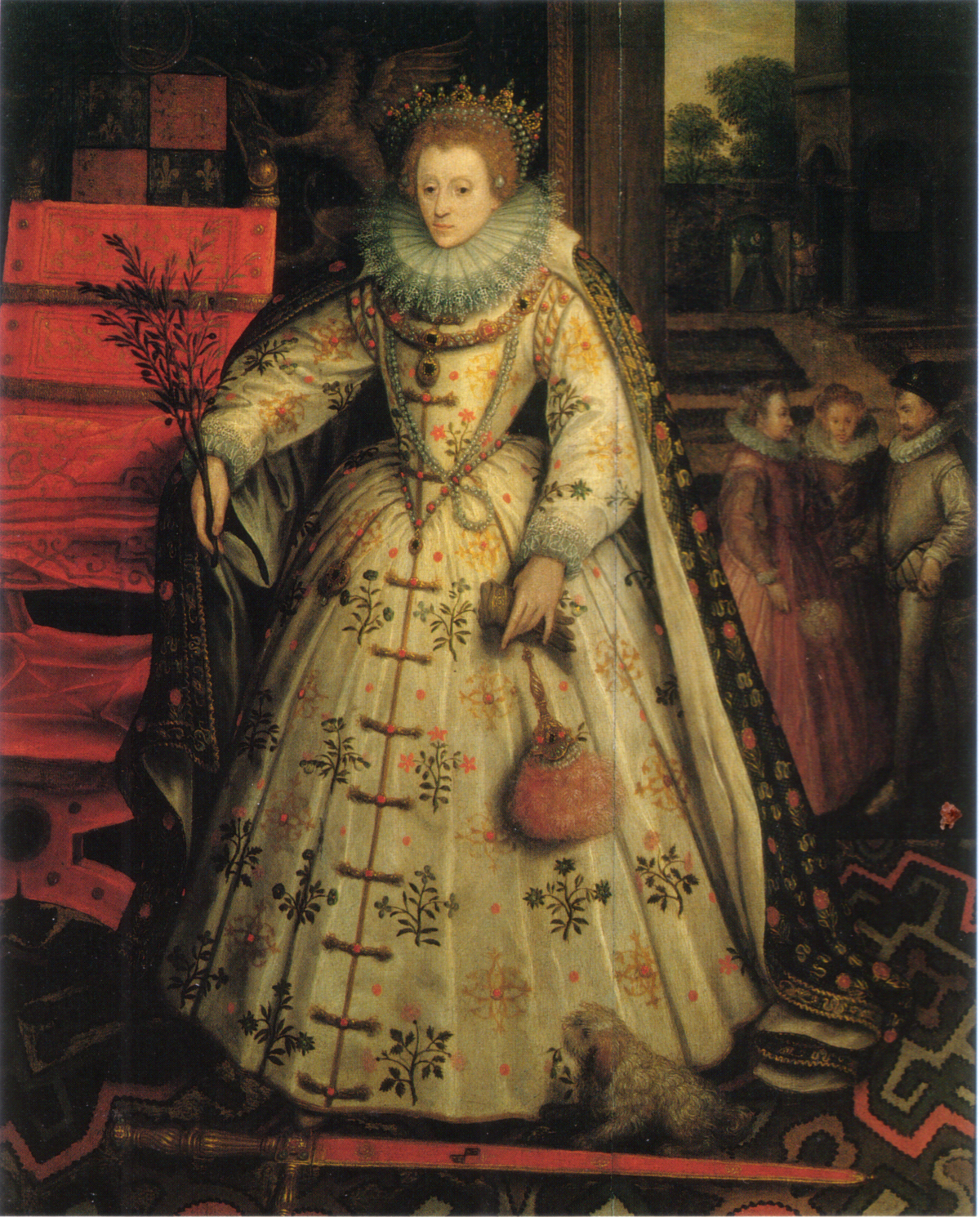
伊丽莎白一世肖像画，画中她右手持橄榄枝。

十八世紀之英國及美國，白鴿配橄欖枝已成為和平的象徵。一七七一年，其時北卡羅萊納州之兩英磅鈔票上，就印有白鴿橄欖枝，並有短題「回復和平」。一七七八年喬治亞州的四十美元鈔票上，則有白鴿橄欖枝，以及持短刀之手，短題為「戰爭和平，皆有所備」同時期之印制品亦見此符號。一七七五年一月，倫敦雜誌的卷首頁就印有「有雲從商業之殿來，和平自雲降臨」，並展示和平女神予英美兩國橄欖枝。一七七五年七月，為避免與大英帝國全面開戰，美國大陸國會發起了請願，其名正正為「橄欖枝請願」。
一七七六年七月四日(即美國十三州退離英國獨立之日)，美國通過決議案，批准創造美國官方大紋章，亦即美國國徽。現今國徽有一禿鷹以右爪執橄欖枝，左爪執箭，但這並不是最初的設計。第一設計委員會的作品並沒有兩者，要到第二設計委員會橄欖枝才出現。其上的十三塊葉片象徵最初獨立的十三州。及後的委員會及人任逐漸加入禿鷹及其他元素，形成現今之形象。橄欖枝與箭的對比，是為了「顯示國會選擇和平或戰爭的專屬權力」。
橄欖枝之意義亦見於阿拉伯地區。一九七四年，巴勒斯坦領袖阿拉法特手持橄欖枝，到聯合國總部演說：「今日我來，帶著橄欖枝與自由戰士的槍。不要使我的橄欖枝掉下。」而联合国徽章与旗帜中也有橄榄枝图案。

## 图集

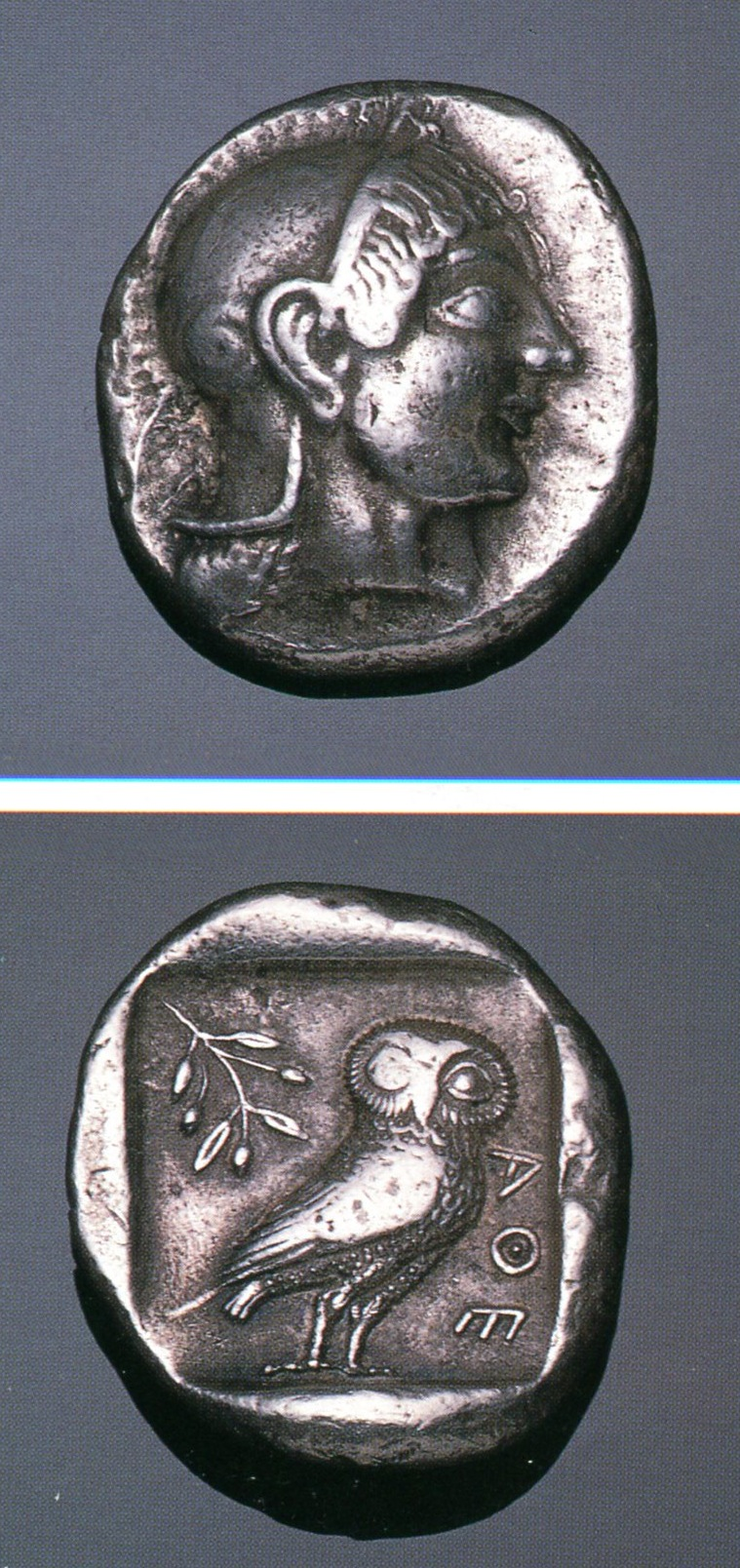
公元前六世紀，古希臘雅典四德拉克馬銀幣 ，有女神雅典娜及貓頭鷹與欖枝。
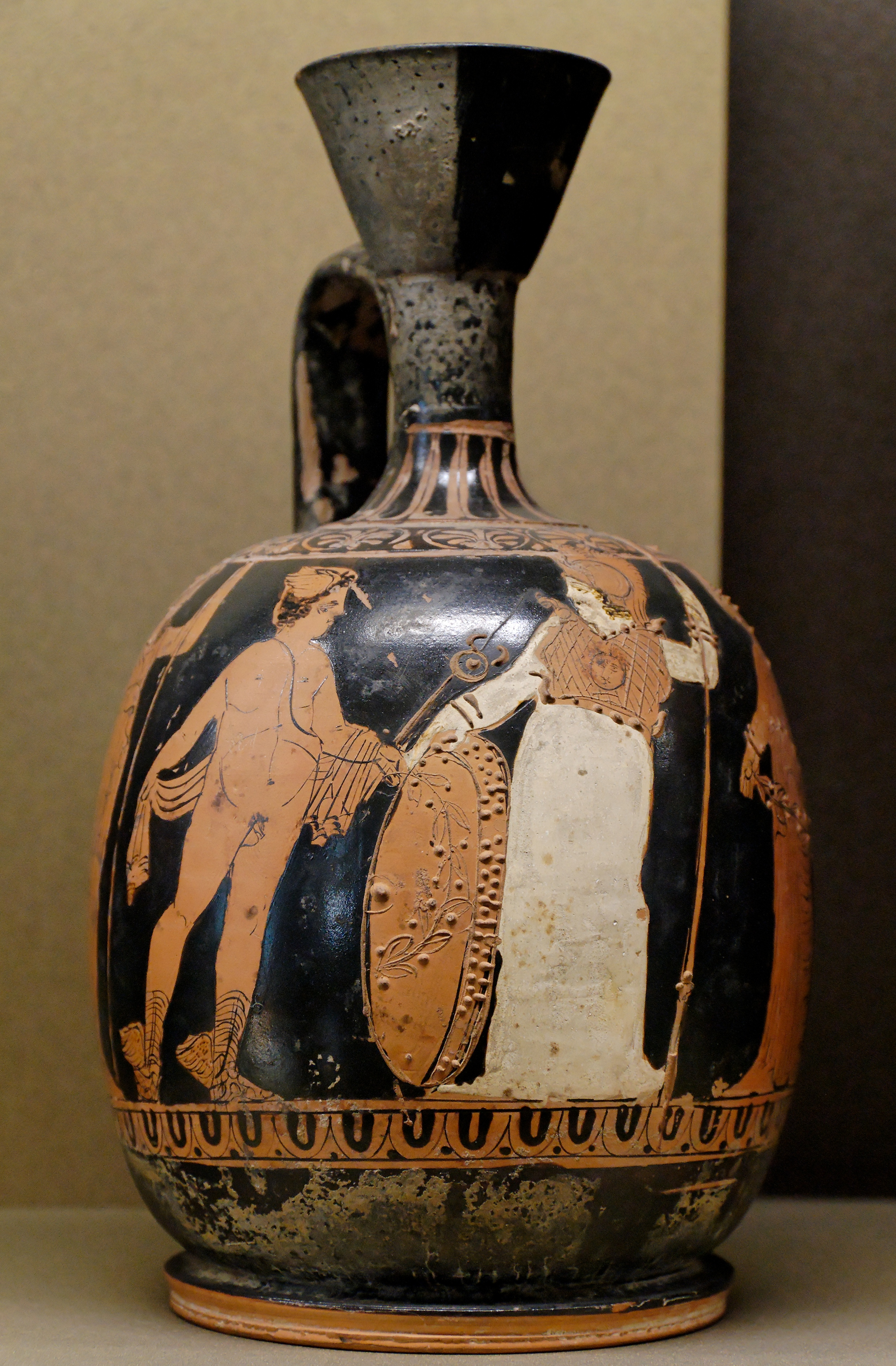
公元前四百年的雅典，女神雅典娜手持刻有欖枝的盾。古希臘紅陶皿－細頸有柄長油瓶。
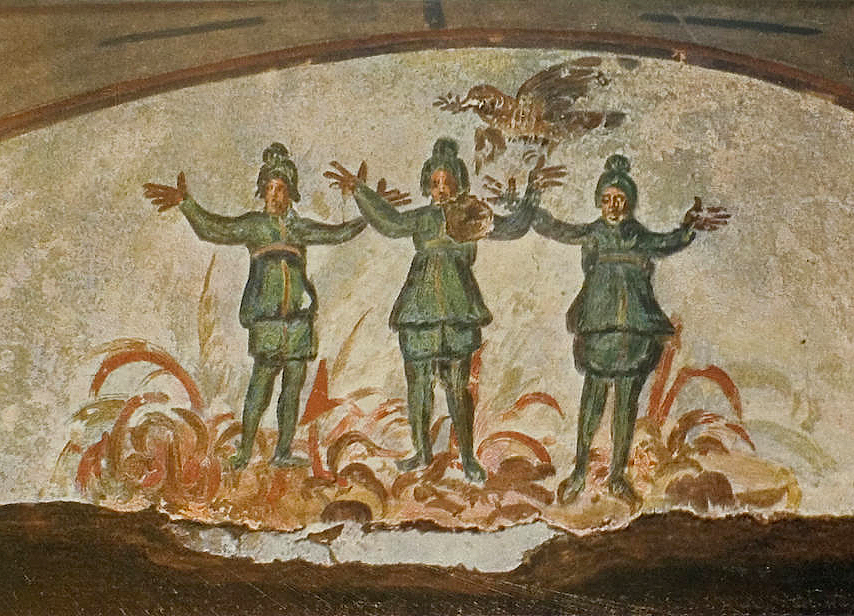
羅馬的佩西位墓窟（公元二至五世紀），其上展示三個男人，及一啣欖枝白鴿於天空盤旋。
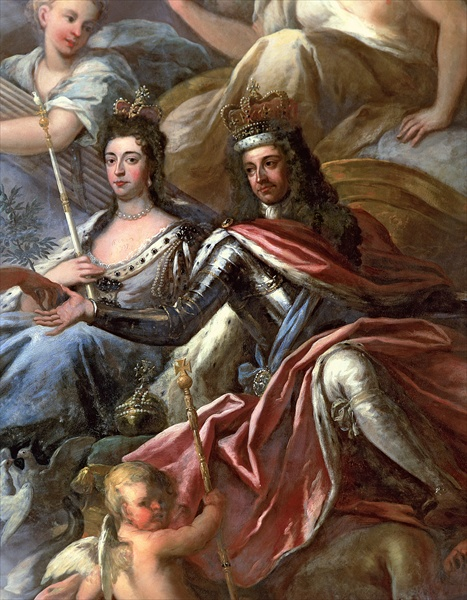
公元十八世紀，格林威治古皇家海事學院，威廉三世与玛丽二世從和平神上收到橄欖枝。
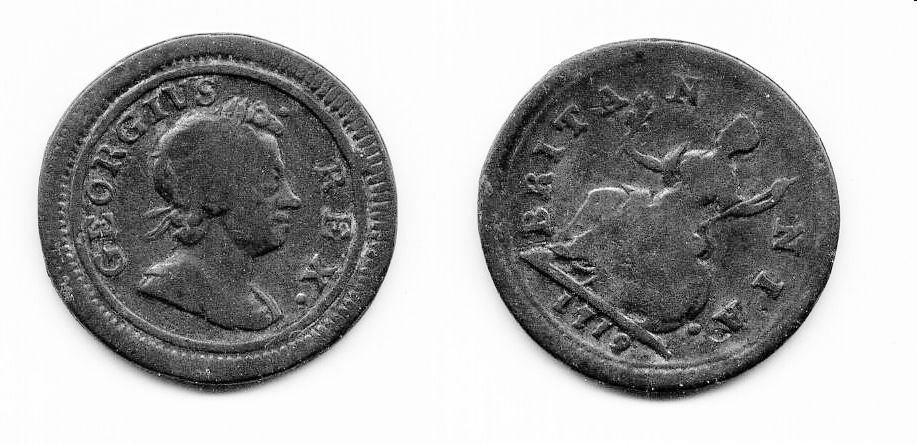
1917年，英王喬治一世法令（即四分一便士），上有女神不列顛尼亞手持劍與欖枝之形象。
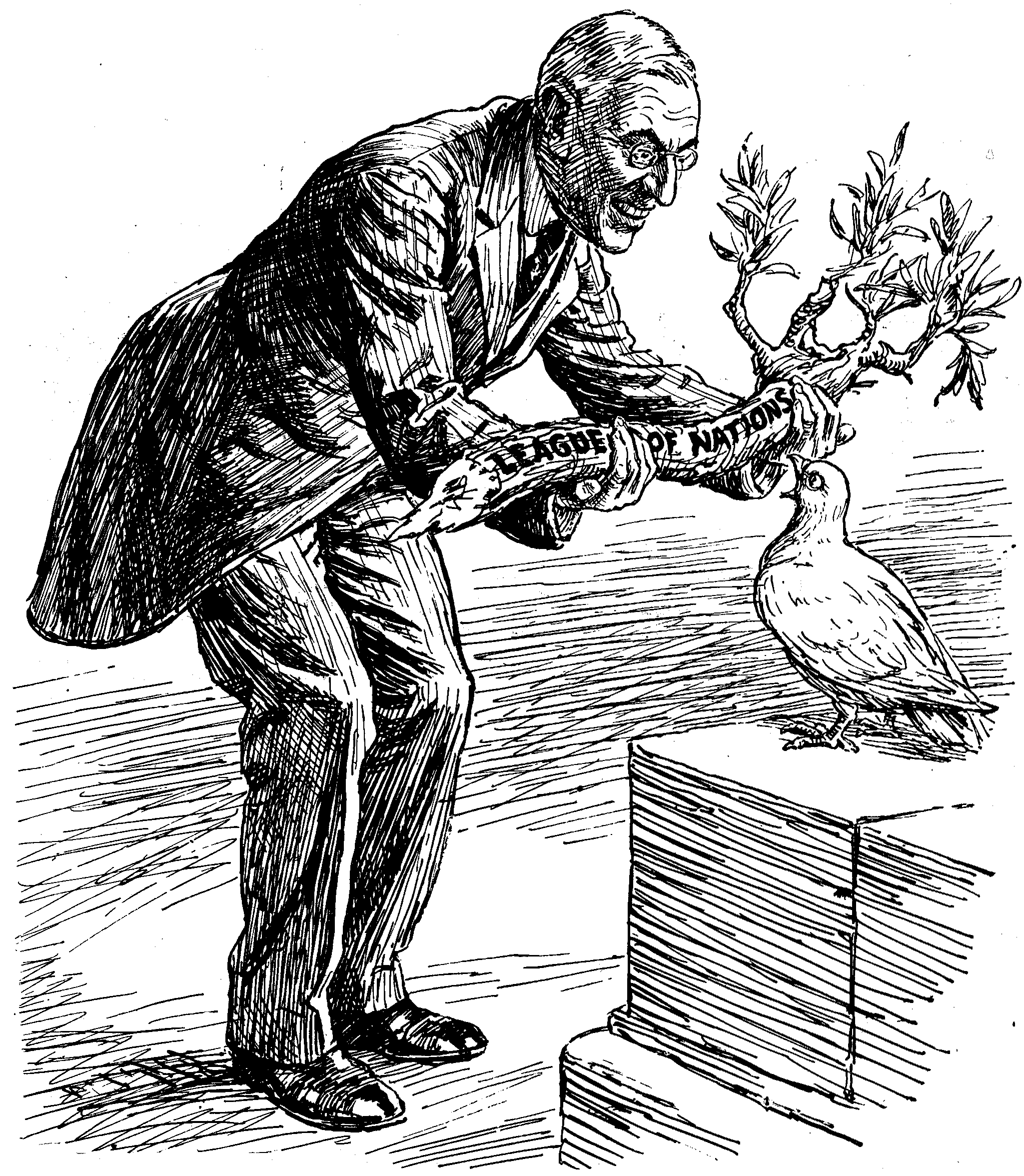
1919年，雜誌Punch上的漫畫。上有美國時任總統伍德羅·威爾遜，和平鴿和橄欖枝。